# Calliaqua
Calliaqua – miasto w Saint Vincent i Grenadynach; na wyspie Saint Vincent - położone blisko najbardziej wysuniętego jej punktu na południe. 647 mieszkańców (2006),  przemysł spożywczy.